# 蘭采韋
47°13′42″N 36°43′39″E / 47.22833°N 36.72750°E
蘭采韋（烏克蘭語：Ланцеве）是位於烏克蘭東南部的村莊，由扎波羅熱州波洛希區的科米什-佐里亞市鎮負責管轄。該村始建於1814年，面積62.4平方公里，海拔高度96米，2001年人口639，人口密度每平方公里10.2人。